# Epalpus rostratus
Epalpus rostratus är en tvåvingeart som beskrevs av Camillo Rondani 1868. Epalpus rostratus ingår i släktet Epalpus och familjen parasitflugor. Inga underarter finns listade i Catalogue of Life.